# Tipula (Sinotipula) chimaera
Tipula (Sinotipula) chimaera is een tweevleugelige uit de familie langpootmuggen (Tipulidae). De soort komt voor in het Palearctisch gebied.